# Mátészalka
Mátészalka è una città di 17.557 abitanti situata nella contea di Szabolcs-Szatmár-Bereg, nell'Ungheria nord-orientale.

## Amministrazione

### Gemellaggi
- Carei, Romania
- Humenné, Slovacchia
- Medina de Rioseco, Spagna
- Mukačevo, Ucraina
- Oberkochen, Germania
- Studénka, Repubblica Ceca
- Vittoria, Italia
- Zevenaar, Paesi Bassi